# Ромашев Олександр Валерійович
Олександр Валерійович Ромашев (нар. 19 квітня 1976, Україна) — український футболіст, захисник.

## Життєпис
Футбольну кар'єру розпочав у «Зірці», за яку дебютував 17 серпня 1993 року в нічийному (1:1) виїзному поєдинку Другої ліги України проти маріупольського «Азовця». У першій половині сезону 1993/94 років зіграв 4 поєдинки. На початку січня 1994 року залишив кіровоградський клуб, після чого виступав за колективи «Локомотив» (Знам'янка) та «Буревісник-Ельбрус» в аматорському чемпіонаті та кубку України.
На початку січня 1997 року повернувся до «Зірки», але одразу ж був переведений до резервної команди. У футболці «Зірки-2» дебютував 14 липня 1997 року в переможному (2:1) виїзному поєдинку кубку України проти криворізького «Кривбасу-2». У Другій лізі України дебютував 5 серпня 1997 року в програному (0:1) домашньому поєдинку групи Б проти «Енергії». Першим голом за «Зірку» відзначився 11 квітня 1998 року в програному (1:3) виїзному поєдинку групи Б Другої ліги України проти запорізького «Віктора». Напередодні старту сезону 1999/2000 років почав залучатися до тренувань з першою командою кіровоградців. У футболці «Зірки» дебютував 21 травня 2000 року в програному (0:4) виїзному поєдинку Вищої ліги України проти харківського «Металіста». Олександр вийшов на поле на 68-й хвилині замість Валерія Шаповалова. Першим голом у вищому дивізіоні українського футболу відзначився 16 червня 2000 року на 88-й хвилині програного (2:4) виїзного поєдинку проти франківського «Прикарпаття». Загалом за першу команду «Зірки» в чемпіонатах України зіграв 55 матчів (2 голи), ще 61 матч (2 голи) провів за резервну команду кіровоградців.
Восени 2002 року став гравцем «Росі». У футболці білоцерківського клубу дебютував 5 жовтня 2002 року в нічийному (0:0) виїзному поєдинку Другої ліги України проти «Дністра». Загалом за «Рось» провів 6 поєдинків у чемпіонатах України. Потім виступав на аматорському рівні за кропивницькі клуби «Зірка» та «Ікар-ДЛАУ». Футбольну кар'єру завершив 2021 року в складі кропивницького «Буревісника-Ельбруса», який виступав у чемпіонаті Кіровоградської області.